# پر اولوف کریستوفر آوریویلیوس
پر اولوف کریستوفر آوریویلیوس (سوئدی: Per Olof Christopher Aurivillius; ۱۵ ژانویهٔ ۱۸۴۳ – ۲۰ ژوئیهٔ ۱۹۲۸) دانشمند در زمینه حشره‌شناسی اهل سوئد بود.